# Narcisse Henri François Desportes
Narcisse Henri François Desportes (Champrond, diciembre 1776 – 7 de junio de 1856) fue botánico and bibliógrafo francés.
Trabajó como auditor de Jean-Baptiste de Lamarck en el Museo Nacional de Historia Natural de Francia en París, y curador del Museo de historia natural de Le Mans. Fue autor de bibliografías asociadas con los departamentos de Sarthe y de Mayenne.
En 1829 Desportes identificó 2.562 especies y variedades de rosas existentes en France, a las que catalogó en la obra Roses cultivées en France, au nombre de 2562 espèces ou variétés, avec la synonymie française et latine.

## Algunas publicaciones
- Roses cultivées en France, au nombre de 2562 espèces ou variétés, avec la synonymie française et latine. Paris : Mme. Huzard; Le Mans : Pesche, 1829, XVII-124 pp. Y el medio título: Rosetum gallicum, ou Énumération méthodique des espèces et variétés du genre rosier, indigènes en France ou cultivées dans les jardins...

- Biographie et bibliographie du Maine et du département de la Sarthe, faisant suite au Dictionnaire statistique du même département. Le Mans : Monnoyer, 1828, 2 partes en 1 vol. in-8 ̊

- Description topographique et hydrographique du diocèse du Mans.... Le Mans : Pesche aîné, 1831, in-16, 119 p.

- Description topographique et industrielle du diocèse du Mans, suivie du Guide du voyageur dans la Sarthe, la Mayenne et départements limitrophes,... 2ª ed. de la obra precedente, Le Mans : Pesche, 1838, in-16, VIII-140 pp.

- Flore de la Sarthe et de la Mayenne, disposée d'après la méthode naturelle, avec l'indication des propriétés médicales des plantes et leur usage dans les arts, ... Le Mans : C. Richelet, 1838, in-8 ̊ , LX-528 pp.

- Bibliographie du Maine, précédée de la description... du diocèse du Mans, Sarthe et Mayenne. Le Mans : Pesche, 1844, in-8 ̊ , VIII-528 pp.

- Tableau méthodique et synonymique des fraisiers cultivés. Le Mans : impr. de Julien, Lanier & Cie, 1854, in-8 ̊ , 28 p., extraído de Bull. de la Société d'horticulture de la Sarthe
- La abreviatura «N.H.F.Desp.» se emplea para indicar a Narcisse Henri François Desportes como autoridad en la descripción y clasificación científica de los vegetales.[1]